# Prinia (zwyczajna)
Prinia (zwyczajna) (Prinia gracilis) – gatunek małego ptaka z rodziny chwastówkowatych (Cisticolidae). Osiadły, występuje w Afryce od Somalii i Sudanu po Egipt oraz na Bliskim Wschodzie – po południową Syrię i Półwysep Arabski. Nie jest zagrożony wyginięciem.

## Taksonomia
Po raz pierwszy gatunek opisał Martin Lichtenstein w roku 1823 pod nazwą Sylvia gracilis. Za miejsce pochodzenia holotypu wskazał Nubię.
Autorzy Handbook of the Birds of the World wyróżnili 12 podgatunków występujących od Somalii, Sudanu i Egiptu na północ po południową Turcję i na wschód po północno-wschodnie Indie i Bangladesz. W 2021 roku Alström i inni przedstawili jednak wyniki badań morfologii, wokalizacji i mitochondrialnego DNA, które wykazały, że wcześniej pojmowany kompleks Prinia gracilis stanowi w rzeczywistości dwa odrębne gatunki. Na tej podstawie wyodrębniono 4 podgatunki do osobnego gatunku o nazwie prinia skromna (Prinia lepida). Autorzy ci opisali też nowy podgatunek Prinia gracilis ashi. Międzynarodowy Komitet Ornitologiczny (IOC) wyróżnia obecnie 7 podgatunków; wyróżniany wcześniej podgatunek carlo został zsynonimizowany z podgatunkiem nominatywnym. Na stosowanej przez IUCN liście ptaków świata opracowywanej przy współpracy BirdLife International z autorami Handbook of the Birds of the World podział gatunku (tzw. split) nie został jeszcze uwzględniony.

## Podgatunki i zasięg ich występowania
IOC wyróżnia następujące podgatunki:
- P. g. natronensis Nicoll, 1917 – Wadi an-Natrun (także dolina Natron; północny Egipt)
- P. g. deltae Reichenow, 1904 – delta Nilu do zachodniego Izraela
- P. g. gracilis (M.H.C. Lichtenstein, 1823) – Kair do północno-wschodniego i centralnego Sudanu i Somalii
- P. g. ashi Alström, Rasmussen, C. Xia, L. Zhang, C. Liu, Magnusson, Shafaeipour & Olsson, 2021 – wschodnie wybrzeże Somalii
- P. g. yemenensis Hartert, 1909 – zachodnia Arabia Saudyjska, Jemen i południowy Oman
- P. g. hufufae Ticehurst & Cheesman, 1924 – północno-wschodnia Arabia Saudyjska i Bahrajn
- P. g. palaestinae Zedlitz, 1911 – południowa Syria do północno-zachodniej Arabii Saudyjskiej.

12 października 1987 roku na wybrzeżu nieopodal Episkopi na Cyprze dokonano obserwacji prinii zwyczajnej. Cechy, na podstawie których oznaczono gatunek, zostały stwierdzone przez Cyprus Ornithological Society jako wystarczające do uznania obserwacji za pewną.

## Morfologia
Długość ciała wynosi 11–12,5 cm; masa ciała – 6,8–8 g. Brak dymorfizmu płciowego. Wierzch ciała szary, pokryty brązowymi kreskami. Spód białawy z płowym odcieniem. Sterówki długie, od spodu pokryte szaro-białymi pasami. Dziób czarny. U podgatunku nominatywnego długość skrzydła wynosi 46 mm (również u natronensis), ogona 55–62 mm, skoku 17–18 mm, dzioba 10–12 mm.

## Biotop
Środowisko życia tego gatunku stanowią obszary trawiaste z gęstą trawą i zaroślami, np. zaroślami sodówek (Suaeda) oraz łobody (Artiplex).

## Lęgi

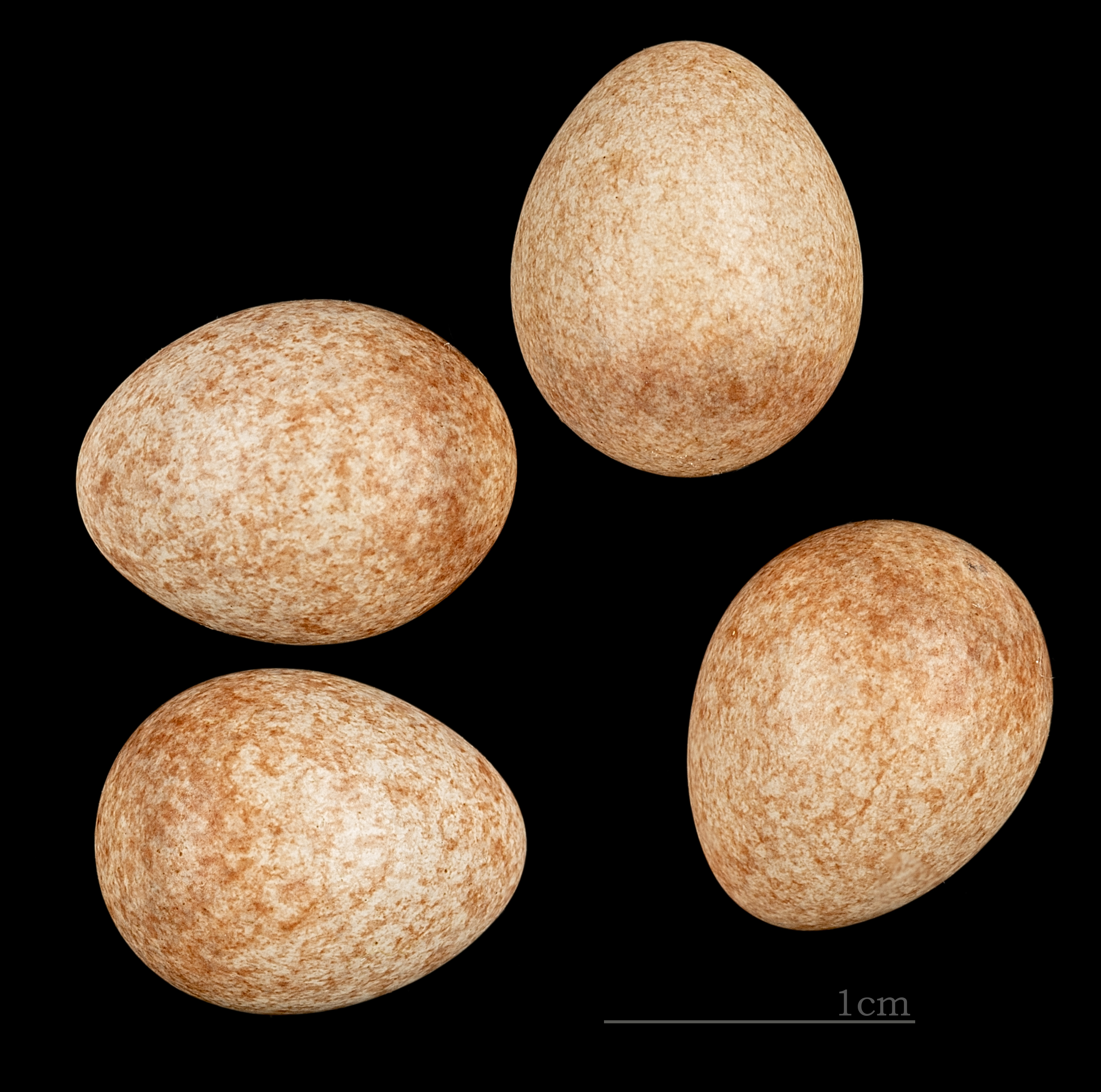
Jaja przedstawiciela P. g. palaestinae

U populacji z Etiopii i Erytrei okres składania jaj trwa od grudnia do stycznia. Na początku okresu lęgowego samcom ciemnieją dzioby. Terytorium wynosi około 2750 jardów kwadratowych (około 2300 m²). Pieśń trwa jednokrotnie 2 sekundy, składa się z powtarzających się podobnych do owadzich dźwięków jak dzit-dzit-dzit-dzit lub dit-hip.
Gniazdo buduje początkowo samiec, następnie samica dołącza. W trakcie inkubacji jest nadal poprawiane. Zniesienie liczy 3–5 jaj. W trakcie badań w Dolnym Egipcie jedynie podczas 9% czasu obserwacji jeden z ptaków wysiadywał. Inkubacja trwa 11–12 dni, wysiadują oba ptaki z pary, zmieniając się; najdłuższy czas siedzenia prinii na jajach wynosił 16,5 minuty. Młode przebywają w gnieździe 13–14 dni.

## Status zagrożenia
Międzynarodowa Unia Ochrony Przyrody (IUCN) uznaje prinię zwyczajną za gatunek najmniejszej troski (LC – least concern) nieprzerwanie od 1988 roku, stosuje jednak, jak wyżej wspomniano, starsze, szersze ujęcie systematyczne. Całkowita liczebność populacji nie została oszacowana, ale ze względu na brak istotnych zagrożeń i dowodów na spadki liczebności jej trend uznawany jest za stabilny.